# Henrik Møllgaard
Henrik Møllgaard Jensen (Bramming, 1985. január 2. –) olimpiai és világbajnok dán kézilabdázó, jelenleg a dán Aalborg Håndbold játékosa.

## Pályafutása
Møllgaard 2015-ig játszott dán élvonalbeli klubokban, nyert dán bajnokságot és részt vehetett több alkalommal is a Bajnokok ligájában. A dán bajnokságban általában csapata legeredményesebbje volt, 2014-ben 140 találatával gólkirály is lett. A 2014-es szezon után májusban négy hétre kölcsönbe Katarba került a Lekhwiya SC csapatához. A 2015–2016-os szezon előtt megsérült a PSG balátlövője William Accambray, a párizsi csapat Møllgaarddal pótolta, aki kölcsönbe érkezett a francia klubhoz a teljes szezonra, majd a szezon után véglegesen is átszerződött. 2018 nyarán visszatért korábbi klubjába, az Aalborg Håndbold csapatával hároméves szerződést kötött.
A dán válogatottban 2006 óta játszik, mindhárom nagy világvesenyen játszott már döntőt csapatával, három világbajnoki cím mellett egy olimpiát sikerült nyernie. A 2016-os rioi olimpián tagja volt a győztes dán csapatnak. Ugyanebben az évben az Európa-bajnokságon megválasztották a legjobb védőjátékosnak. A 2024-es párizsi olimpián újra olimpiai bajnok lett.

## Sikerei
- Olimpiai bajnok: 2016, 2024
  - ezüstérmes: 2020
- Világbajnok: 2019, 2021, 2023, 2025
  - ezüstérmes: 2013
- Európa-bajnokság ezüstérmese: 2014, 2024
  - bronzérmes: 2022
- Dán bajnokság győztese: 2006, 2009, 2010, 2019, 2020, 2021, 2024
- Francia bajnokság győztese: 2016, 2017, 2018
- Francia kupa: 2018
- Európa-bajnokság legjobb védőjátékosa: 2016
- Bajnokok Ligája legjobb védőjátékosa: 2021